# Margaret Atwood: Una vez en agosto
Margaret Atwood: Once in August es una película documental de 1984 sobre la escritora canadiense Margaret Atwood, dirigida por Michael Rubbo y producida por el National Film Board of Canada (NFB), la cual recibió una crítica mixta. La película se realizó con el estilo característico de Rubbo de realización de documentales conscientes de sí mismo o metacine, con Rubbo destacando el proceso creativo al hacer la película y el desarrollo previo a la misma, incluidos sus intentos frustrados de descubrir influencias autobiográficas en el trabajo de Atwood. Fue su última película con la NFB, antes de lanzarse a otros asuntos.

## Historia
La película sigue los esfuerzos de Rubbo por descubrir los secretos del pasado de Atwood, solo para frustrarse cuando la vida de la autora no proporciona ninguna pista biográfica para su trabajo, esto al ser que hay poca información sobre la misma y que tampoco ayudaban los medios locales. Atwood desvía el cuestionamiento autobiográfico de Rubbo con relativa facilidad, sin ofrecer evidencia de que su trabajo pueda interpretarse de acuerdo con su vida personal.
En una secuencia, Atwood se burla de la trayectoria narrativa planificada de Rubbo cuando ella y su familia toman el control de la cámara, casi como invirtiendo los papeles del autor y su personaje. Atwood se pone una bolsa de papel sobre la cabeza mientras los miembros de la familia se turnan para preguntar "¿quién es esta mujer?", brindan respuestas humorísticas y se burlan del enfoque cinematográfico de Rubbo, algo que se destaca.

## Recepción
La Canadian Film Encyclopedia calificó la película de "poco convincente" y afirmó que "puso fin a su notable serie de documentales personales. Hay una sensación inequívoca en la película de Atwood de que había agotado la forma, o que al menos necesitaba un descanso de este estilo en particular. Atwood se mantuvo distante y Rubbo nunca se puso realmente en contacto con ella como sujeto". Esto más tarde desembocaría en una especie de conflicto moral entre la autora y el director, pero sin muchos problemas a la larga.